# Kiss János (balettművész)
Kiss János (Budapest, 1959. augusztus 13. –) Kossuth- és Liszt Ferenc-díjas magyar balettművész, balettigazgató, érdemes művész, a Győri Balett és a Halhatatlanok Társulatának örökös tagja.

## Életpályája
Kiss János és Kénoszt Ilona Edit fia. 1979-ben klasszikus balett szakon diplomázott az Állami Balettintézetben. 1979-ben évfolyamtársaival tagja  volt a Győri Balett alapítóinak. 1991–2020 között a Győri Balett igazgatója volt. 2020 óta a Győri Balett művészeti tanácsadója.
1993-ban elindította a Magyar Táncművészeti Főiskola Tanárképző Szakának Kihelyezett Tagozatát a Győri Balett Művészeti Szakközépiskolában.

## Főbb szerepei
- Markó Iván: A Nap szerettei (1979)
- Markó Iván: A csodálatos mandrain (1981)
- Markó Iván, Novák Ferenc: A szarvassá változott fiak (1985)
- Markó Iván: Jézus, az ember fia (1986)
- Markó Iván: Prospero (1987)
- Markó Iván: Az élet peremén (1990)

## Díjai, elismerései
- 1979. "Legjobb végzős növendék" – a Magyar Táncművészek Szövetsége díja
- 1983. "Az év táncosa" – a Magyar Táncművészek Szövetsége díja
- 1985. Liszt Ferenc-díj
- 1995. Szent László-díj
- 1997. A Magyar Köztársasági Érdemrend kiskeresztje
- 1998. Pro Urbe – díj
- 2004. Hevesi Sándor-díj
- 2005. Érdemes művész
- 2005. Győr díszpolgára
- 2007. A Halhatatlanok Társulatának örökös tagja
- 2008. Kossuth-díj
- 2020. A Magyar Érdemrend középkeresztje[4]

## Szakmai kuratóriumok, köztestületi tevékenységek
- Magyar Táncművészek Szövetsége – elnökségi tag (1993–2000), társelnök (2000–2001), elnök (2001–2007), társelnök (2008)
- Nemzeti Kulturális Alap Táncművészeti Szakmai Kollégiuma – tag (1993), elnök (2001–2002), tag (2002–2007), elnök (2007–2008)
- Philip Morris Magyar Táncdíj – kuratóriumi tag (1999)
- Miniszteri Tanácsadó Testület – tag (1999)
- Táncfórum – Felügyelő Bizottsági tag (2000–2001)
- Nemzeti Kulturális Alap Kortárs Művészetek Kuratóriuma – tag (2000)
- Nemzeti Táncszínház – Felügyelő Bizottsági elnök (2001–2012)
- EMMI Táncművészeti Bizottság – tag (2011–2012), elnök (2013, 2016–)
- Előadóművészeti Jogvédő Iroda Egyesület – elnökségi tag (2013–)
- Magyar Művészeti Akadémia – nem akadémikus köztestületi tag (2014)
- Nemzeti Kulturális Alap Bizottsága – bizottsági tag (2009–2011, 2016–2020)
- Nemzeti Gazdasági és Társadalmi Tanács – Művészet Képviselői Oldal képviselője (2016–)
- Magyar Művészeti Akadémia – Színházművészeti Tagozat – levelező tag (2017–)
- Magyar Táncművészeti Egyetem Társadalmi Tanácsadó Testületének tagja (2018–)
- Magyar Művészeti Akadémia alelnöke (2020–)
- GYMSM KIK Gazdaságfejlesztési Munkacsoport elnöke (2021–)
- Magyar Táncművészeti Egyetemért Alapítvány kuratóriumi elnöke (2021–)